# Phytobia vindhyaensis
Phytobia vindhyaensis är en tvåvingeart som beskrevs av Singh och Ipe 1973. Phytobia vindhyaensis ingår i släktet Phytobia och familjen minerarflugor. Inga underarter finns listade i Catalogue of Life.